# Ciao bella (EP)
Ciao bella è un extended play del gruppo musicale italiano Rumatera, pubblicato il 28 gennaio 2018.

## Il disco
A differenza dei precedenti lavori, caratterizzati dall'uso prevalente del dialetto veneto, talora alternato alla lingua italiana, in questo EP, figlio dell'esperienza dei Rumatera in California, si assiste ad un tentativo di fondere il punk rock veneto con quello californiano; l'intento dei Rumatera è inoltre quello di raccontare l'immagine dell'italiano medio all'estero.
L'EP è stato promosso dal singolo omonimo Ciao bella, che presenta il featuring non accreditato di Jen Razavi, chitarrista del gruppo nel 2016.

## Tracce
1. Ciao bella – 2:58
2. Venice – 3:18
3. California Punk Rock – 3:29
4. Pizza Boy USA – 3:24
5. It's Ok Baby – 3:51